# Ficus concinna
Ficus concinna är en mullbärsväxtart som först beskrevs av Friedrich Anton Wilhelm Miquel, och fick sitt nu gällande namn av Friedrich Anton Wilhelm Miquel. Ficus concinna ingår i släktet fikonsläktet, och familjen mullbärsväxter. Utöver nominatformen finns också underarten F. c. subsessilis.